# 1786.
◄ | 17. stoljeće | 18. stoljeće | 19. stoljeće | ►
◄ | 1750-ih | 1760-ih | 1770-ih | 1780-ih | 1790-ih | 1800-ih | 1810-ih | ►
◄◄ | ◄ | 1783. | 1784. | 1785. | 1786. | 1787. | 1788. | 1789. | ► | ►►
Arhitektura • Astronomija • Biologija • Glazba • Kazalište • Kemija • Kiparstvo • Knjige • Književnost • Kršćanstvo • Medicina • Politika • Pravo • Promet • Slikarstvo • Šport • Znanost

## Rođenja
- 24. veljače – Wilhelm Grimm, njemački književnik i filolog († 1859.)
- 29. lipnja – Pedro Juan Caballero, paragvajski političar († 1821.)
- 23. srpnja. – Franz Berwald, švedski skladatelj († 1868.)
- 18. studenog – Carl Maria von Weber, njemački skladatelj († 1826.)

## Smrti
- 12. veljače – Adam Farkaš slovenski (prekomurski) pjesnik (* 1730.)
- 17. kolovoza – Fridrik II. Veliki, pruski kralj (* 1712.)

## Vanjske poveznice
|  | Zajednički poslužitelj ima još gradiva o temi 1786. |